# Саянская улица (Москва)
Сая́нская у́лица — улица на востоке Москвы в районе Ивановское Восточного административного округа. Расположена между улицей Сталеваров и Свободным проспектом, к середине улицы с юга примыкает улица Молостовых. Улица является важной транспортной артерией района Ивановское.

## Происхождение названия
Получила название 13 апреля 1972 года по Саянским горам. Название перенесено с соседней упразднённой улицы.

## Учреждения
- Государственный дом культуры для инвалидов «Надежда»
- Культурный центр «Интеграция»
- Управа района Ивановское ВАО
- Торговый центр «Саяны»
- Библиотека № 100 ОКЦ ВАО
- Школа № 1502, корпус Дельта-1
- Школа № 922, корпус Нескучный (детский сад)
- Школа №400, дошкольное отделение

## Транспорт
По улице проходят автобусы м64, т77, 15Р (Реутов), 133, 237, 247, 617, 776, а также электробусы 635 (бывш.т75), 659, 20. Автобусы 615 и 833 прекратили свое движение с сентября 2023 года.